# Wyżnia Goryczkowa Rówień

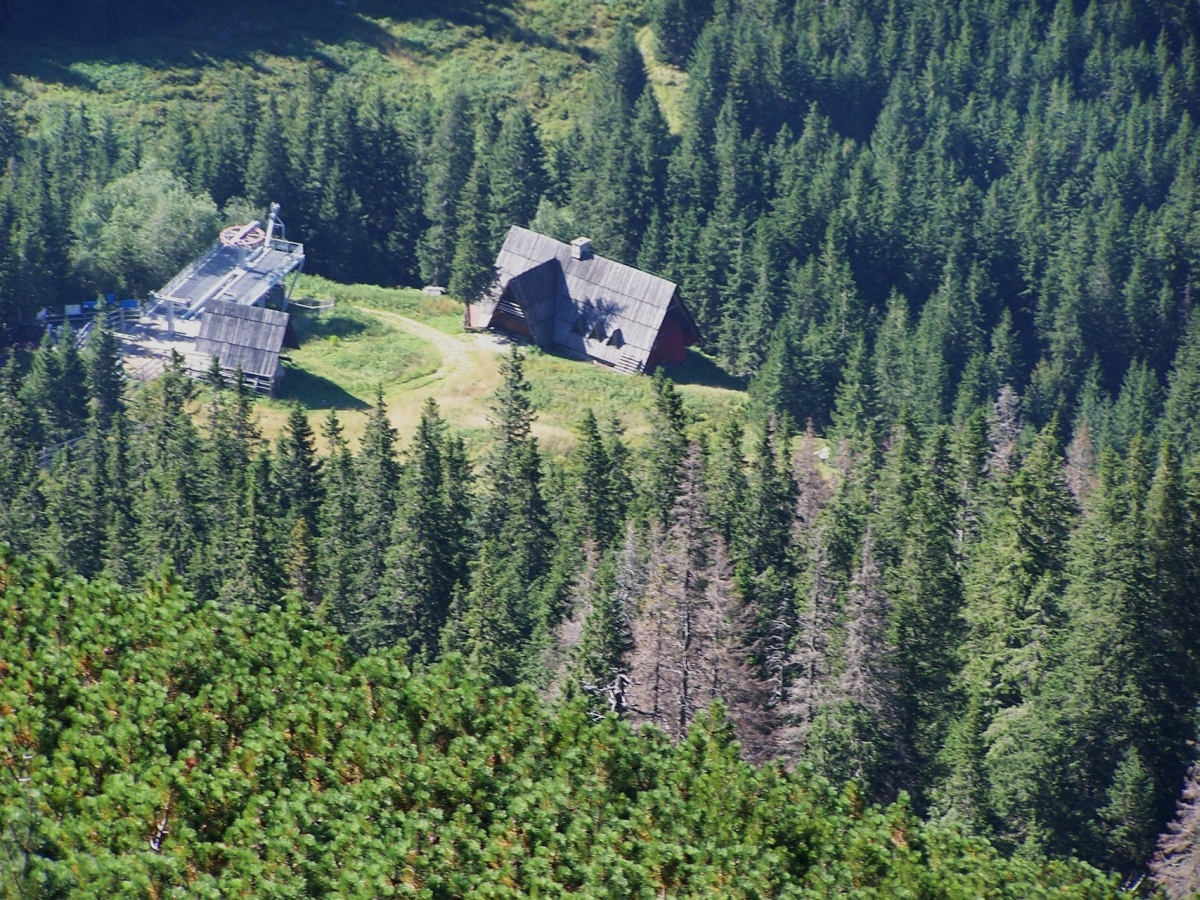
Goryczkowa Rówień Wyżnia

Wyżnia Goryczkowa Rówień – niewielka i pochyła płaśń w środkowej części Doliny Goryczkowej w polskich Tatrach. Położona jest na wysokości ok. 1345–1390 m n.p.m., nieco powyżej Niżniej Goryczkowej Równi. Dawniej na Wyżniej Równi stały szałasy pasterskie, cała Dolina Goryczkowa była bowiem wypasana i wchodziła w skład Hali Goryczkowej. Obecnie stoi na niej dolna stacja krzesełkowej kolei Goryczkowej na Kasprowy Wierch (czynna tylko w sezonie zimowym).
Brak szlaków turystyki pieszej, natomiast w zimie jest to miejsce będące bardzo ruchliwym centrum narciarstwa zjazdowego.

## Nartostrady
- jednokierunkowa nartostrada z Kasprowego Wierchu przez Dolinę Goryczkową pod Zakosy i zboczami dolnej części Kondratowego Wierchu do schroniska PTTK na Hali Kondratowej
- jednokierunkowa od dolnej stacji wyciągu przez Kondrackie Rówienki, wzdłuż potoku Bystra do Kuźnic[3].